# ولیکه وودنیتسه
ولیکه وودنیتسه (اسلوونیایی: Velike Vodenice) یک زیستگاه انسانی در اسلوونی است که در Lower Carniola واقع شده‌است.

## خصوصیات
ولیکه وودنیتسه ۰٫۸۲ کیلومترمربع مساحت و ۵۱ نفر جمعیت دارد و ۳۸۰٫۶ متر بالاتر از سطح دریا واقع شده‌است.